# Surnujärvi
Surnujärvi är en sjö i Finland. Den ligger i kommunen Enare i landskapet Lappland, i den norra delen av landet, 1 000 km norr om huvudstaden Helsingfors. Surnujärvi ligger 160,2 meter över havet. Arean är 14,44 kvadratkilometer och strandlinjen är 78,35 kilometer lång. Sjön  ingår i Pasvik älvs huvudavrinningsområde.   Omgivningarna runt Surnujärvi är i huvudsak ett öppet busklandskap.
I övrigt finns följande vid Surnujärvi:
- Kivilompolo (en sjö)